# Belbèze-de-Lauragais
Belbèze-de-Lauragais település Franciaországban, Haute-Garonne megyében. Lakosainak száma 127 fő (2022. január 1.). Belbèze-de-Lauragais Montgiscard, Pouze és Saint-Léon községekkel határos.

## Népesség
A település népességének változása:
| Lakosok száma | 47   | 59   | 60   | 91   | 107  | 115  | 123  | 128  | 129  | 127  |
|               | 1968 | 1982 | 1990 | 2006 | 2013 | 2015 | 2017 | 2019 | 2020 | 2022 |